# Jelení vrch (Krkonoše)
Jelení vrch (1025 m; německy Bönischberg) je vrchol v České republice ležící v Krkonoších. 

## Poloha
Jelení vrch se nachází na jižním okraji centrálních Krkonoš asi 2,5 km severně od Černého Dolu na rozsoše vybíhající jižním směrem z Liščí hory. Tvoří krátký asi 700 metrů dlouhý hřebínek se západně položenou Sluneční horou, výběžek na jihovýchodní straně zakončuje asi 700 metrů vzdálený Špičák. Od masívu Liščí hory ho na severu odděluje nehluboké sedlo Rejdiště s nadmořskou výškou přibližně 985 metrů. Ostatní svahy vykazují značné převýšení, východní, spadající do údolí Čisté je velmi prudký. Vrch leží na území Krkonošského národního parku.

## Vodstvo
Severní a východní svah odvodňuje říčka Čistá a její přítoky, jižní svah přítoky Malého Labe. Obě říčky jsou levými přítoky Labe.

## Vegetace
Na vrcholu Jeleního vrchu se nachází paseka vzniklá vykácením původních smrčin. Ty jsou ve větší míře ještě dochovány na svazích.

## Stavby a komunikace
Na vrcholu Jeleního vrchu a v jeho okolí se nenacházejí žádné stavby. Přímo přes vrchol je pod zemským povrchem veden plynovod napájející Pec pod Sněžkou. Jeho trasu sleduje neveřejná zpevněná komunikace z Černého Dolu na Tetřeví boudy a žlutě značená turistická trasa 7210 ze stejného místa na Liščí louku.